# 久枝良雄
久枝良雄（Hisaeda Yoshio，1956年11月25日—），日本化学家，出身于日本爱媛县西条市，现居福冈。
日本九州大学工学研究院应用化学部门教授，并于2020年任日本九州大学董事会成员（副校长）至今。

## 履历
1979年3月九州大学工学部合成化学科学士毕业，1981年3月九州大学工学研究科合成化学专业硕士毕业，同年4月任九州大学工学部助理。1988年8月升為九州大学工学部助教，成為九州大学工学研究科负责人。1993年8月至1994年8月任得克萨斯大学奥斯汀分校化学系客座教授，1995年10月任九州大学工学部教授。

## 研究领域
从事于人工金属酶、人工受体、有机电解合成法以及超分子发光材料的开发，在仿生化学、卟啉异构体化学以及有机电化学等领域有成就。他所研發的维生素B12—二氧化钛混合催化剂可以将三氯甲苯等有害化学物质合成为化学工业品用酯。

## 获奖
1. 第40回日本化学会进步奖“基于模拟金属酶功能的新催化体系开发（原文：金属酵素機能のシミュレーションによる新規触媒系の開発）”, 久枝良雄, 1991年2月[9]
2. BSCJ Award “Isolable Iron(II)-Porphycene Derivative Stabilized by Introduction of Trifluoromethyl Groups on the Ligand Framework”, 久枝良雄, 2008年1月[10]
3. BSCJ Award “Redox Behavior and Electrochemical Catalytic Function of B12-Hyperbranched Polymer”, 久枝良雄, 2010年12月[11]

## 外部連結
- Chemistry and Biochemistry Course, Department of Applied Chemistry, Graduate School of Engineering, Kyushu University （页面存档备份，存于）
- Hisaeda Laboratory, Department of Applied Chemistry, Graduate School of Engineering, Kyushu University （页面存档备份，存于）
- Hisaeda Yoshio （Kyushu University Homepage） （页面存档备份，存于）
- Hisaeda Yoshio （Academic Staff Educational and Research Activities Database） （页面存档备份，存于）
- 久枝研究室Facebook